# Айдарлы (Жамбылский район)
Айдарлы (каз. Айдарлы) — село в Жамбылском районе Алматинской области Казахстана. Административный центр и единственный населённый пункт Айдарлинского сельского округа. Код КАТО — 194233100.

## Население
В 1999 году население села составляло 1246 человек (659 мужчин и 587 женщин). По данным переписи 2009 года, в селе проживал 1251 человек (623 мужчины и 628 женщин).